# Karol Kluz
Karol Kluz (ur. 24 grudnia 1875 w Końskiej, zm. 23 sierpnia 1957 w Stonawie) – polski nauczyciel i działacz społeczny.
Był synem Adama. Po ukończeniu seminarium nauczycielskiego w Cieszynie w 1895 roku pracował jako nauczyciel w polskiej szkole ludowej w Cierlicku (1896–1901), a później jako kierownik polskiej szkoły ludowej w Stonawie. Działacz Macierzy Szkolnej, miejscowego Kółka Rolniczego, Straży Ogniowej, Rodziny Opiekuńczej i "Jedności". Został pochowany w Stonawie.
Poślubił Annę Michejdę.